# Pierre Gourrier
Pour les articles homonymes, voir Gourrier.
Pierre Gourrier, né le 2 mars 1947 à Nancy dans le département de Meurthe-et-Moselle, est un haltérophile français.

## Biographie
Pierre Gourrier dispute trois épreuves d'haltérophilie aux Jeux olympiques, en 1968 à Mexico et en 1972 à Munich où il termine deux fois dixième dans la catégorie des moins de 90 kg puis en 1976 à Montréal où il obtient la quatrième place en moins de 110 kg,. Pierre Gourrier compte également neuf participations à des championnats du monde, onze participations à des championnats d'Europe et il est douze fois champion de France.
En 1976, il devient « l'homme le plus fort de France » en réalisant un épaulé-jeté de 215 kg dans la catégorie de moins de 100 kg, un record parmi d'autres. 
Pierre Gourrier est capitaine de l'équipe de France d'haltérophilie pendant 15 ans,.
Il améliore, durant sa carrière, au total 103 records nationaux.

## Palmarès
- Jeux olympiques[7]
  - 10e en -90 kg (1968)[1],[8]
  - 10e en -90 kg (1972)[1],[8]
  - 4e en -110 kg (1976)[2],[8]

- Championnats du monde
  - 10e en -90 kg (1968)
  - 8e en -90 kg (1970)
  - 10e en -90 kg (1972)
  - 8e en -110 kg (1975)
  - 5e en -110 kg (1976)
  - 7e en -100 kg (1977)
  - 8e en -100 kg (1978)
  - 9e en -100 kg (1981)
  - 9e en -100 kg (1982)

- Championnats d'Europe
  - 6e en -90 kg (1968)[9]
  - 7e en -90 kg (1970)[10]
  - Non classé en -90 kg (1971)
  - 8e en -110 kg (1974)
  - 7e en -110 kg (1975)
  - 13e en -110 kg (1976)
  - 6e en -100 kg (1977)
  - 6e en -100 kg (1978)[11]
  - 15e en -100 kg (1980)
  - 8e en -100 kg (1981)
  - 7e en -100 kg (1982)

- Jeux méditerranéens
  -  Médaille d'or en moins de 90 kg aux Jeux méditerranéens de 1971
  -  Médaille d'or en moins de 100 kg aux Jeux méditerranéens de 1975

- Championnats de France
  -  en -82,5 kg (1967)
  -  en -90 kg (1968)
  -  en -90 kg (1969)
  -  en -90 kg (1970)
  -  en -90 kg (1971)
  -  en -90 kg (1972)
  -  en -90 kg (1973)
  -  en -110 kg (1974)
  -  en -110 kg (1975)
  -  en -110 kg (1976)
  -  en -110 kg (1977)
  -  en -100 kg (1978)
  -  en -100 kg (1980)
  -  en -100 kg (1982)
  -  en -100 kg (1991)